# Kubanerna Örebro
Denna artikel behandlar supporterklubben. För den kubanska befolkningen, se Kuba.
Kubanerna Örebro är Örebro SK Fotbolls officiella supporterförening. Namnet är en hyllning till Mirosław Kubisztal, det tidiga 1990-talets polske målspruta i ÖSK.
Föreningen bildades i mitten på mars 2002, och fick snabbt ett stort gehör. Så stort att man 2003 tog över efter Black and White Force som officiell supporterförening. Föreningen växer år för år och har utvecklats på de flesta punkterna. Tidigare har supporterklubben Kubanerna Örebro hållit till på Västra Ståplats på Eyravallen, men inför säsongen 2005 flyttade Kubanerna till Sektion K på "Gamla Sitt". Säsongen 2006 flyttade man ner till västra stå igen. I slutet på säsongen revs västra stå för en ny läktare, och resten av säsongen flyttade Kubanerna tillbaka till sektion K. Inför Allsvenskapremiären 2007 stod en ny läktare klar, där nu Kubanerna Örebro står. Inför säsongen 2007 kan man säga att klacken delade på sig. Några av de lite äldre flyttade till Sektion K och bedriver nu en klack där, och Sektion K kallas för "den levande sektionen". Detta har gjorts för att få sittplatspubliken mer aktiv i stämningen, på Behrn Arena.